# Hydrillodes turbidalis
Hydrillodes turbidalis là một loài bướm đêm trong họ Noctuidae.